# Zeilbach (Feldatal)
Zeilbach ist ein Ortsteil der Gemeinde Feldatal im mittelhessischen Vogelsbergkreis. Zur Gemarkung gehören der Wohnplatz Klein-Felda sowie die Faust- und die Queckmühle.

## Geographische Lage
Zeilbach liegt am Vogelsberg im Naturpark „Hoher Vogelsberg“. Durch den Ort führt die Landesstraße 3070.

## Ortsgeschichte

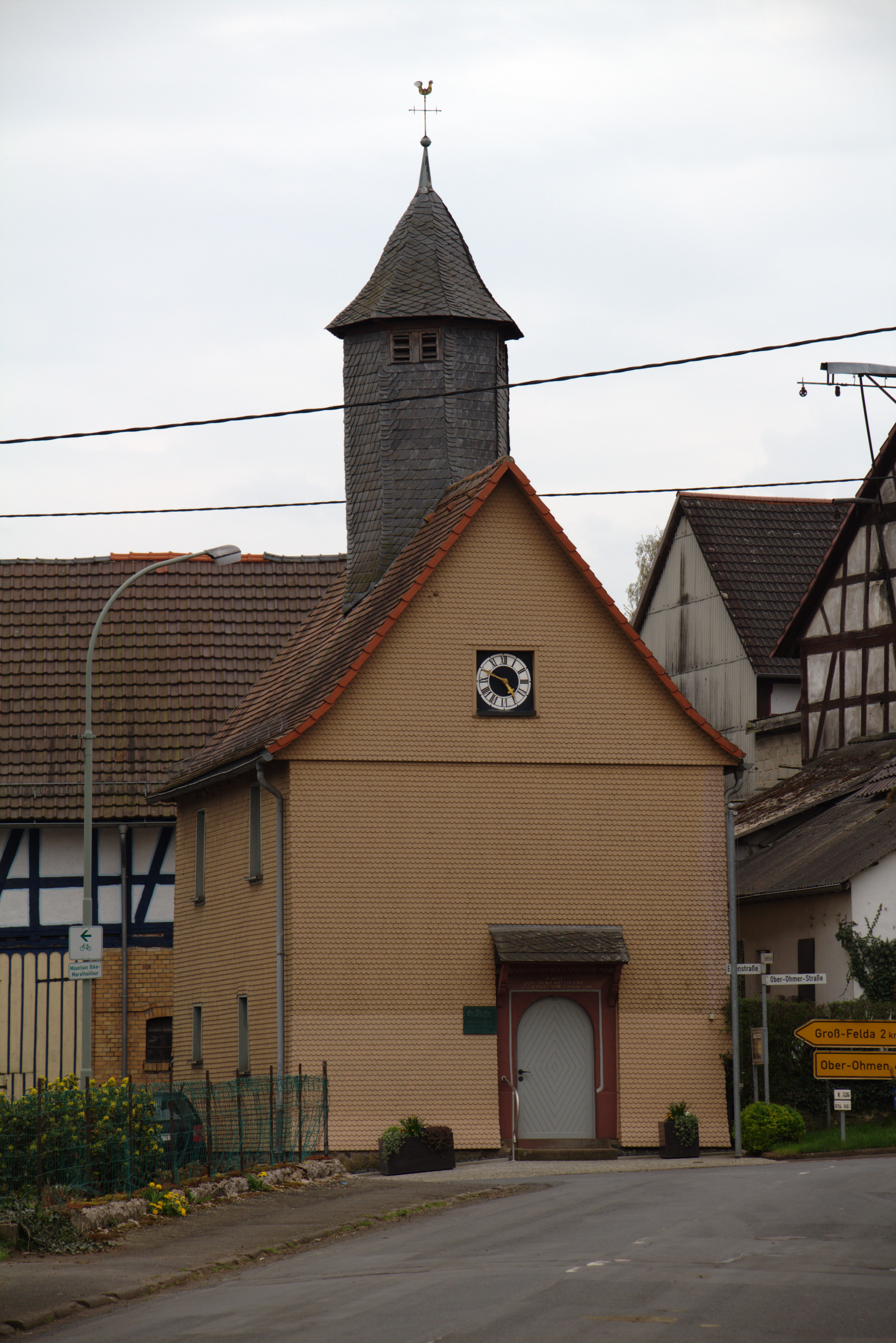
Evangelische Kirche in Zeilbach

### Mittelalter
Die älteste urkundliche Erwähnung von Zeilbach erfolgte im Jahr 1356. In einem Kopiar heißt es: „bonorum nostrorum in Zileborne“ (unserer Güter in Zeilbach). In einem weiteren Kopiar wird 1498 die Siedlungsform „das dorff ... Zilbach“ erwähnt. Kurz darauf scheint der Ort wüst gefallen zu sein, denn in einem Salbuch werden die „Wustunge ... Pulvershain, Rutzelnhain, Berßhain, Zilborn, Schelmenhausen“ aufgelistet. 1550 wird der „wyesen zins jn Zeylbach“ erwähnt. Ein weiteres Salbuch benennt 1592 den Ort „Zeilbach“.
Der Ortsname leitet sich von mhd. Wort „zil“ ab, was Dornbusch oder Hecke bezeichnet. Das Grundwort ist „- born“, was auch bei den Namen kleinerer Bäche gebraucht wird.

### Neuzeit
Im Jahre 1668 wurde die Fachwerkkirche erbaut. Im Ort stehen noch zwei Mühlen, nämlich die Queckmühle und die Burgsmühle.
Die Statistisch-topographisch-historische Beschreibung des Großherzogthums Hessen berichtet 1830 über Zeilbach:

„Zeilbach (L. Bez. Grünberg) evangel. Filialdorf; liegt im Vogelsberg, 2 1⁄2 St. von Grünberg und gehört dem Freiherrn von Riedesel. Man findet 37 Häuser und 234 evangelische Einwohner, die sich außer dem Ackerbau und der Viehzucht, auch mit der Spinnerei nähren, so wie 1 Kirche und 2 Mahlmühlen mit denen 1 Oelmühle verbunden ist. Im 14. Jahrhundert kommt der Ort unter dem Namen Zilburne vor.“

Am 1. April 1954 wurde der Wohnplatz Klein-Felda mit 108 Einwohnern aus der Gemeinde Groß-Felda ausgegliedert und kam zur Gemeinde Zeilbach.
Am 31. Dezember 1971 wurden im Zuge der Gebietsreform in Hessen die bis dahin selbstständigen Gemeinden Ermenrod, Groß-Felda, Kestrich, Köddingen, Stumpertenrod, Windhausen und Zeilbach zur neuen Großgemeinde Feldatal zusammengeschlossen.

### Verwaltungsgeschichte im Überblick
Die folgende Liste zeigt die Staaten und Verwaltungseinheiten, denen Zeilbach angehört(e):
- vor 1567: Heiliges Römisches Reich, Gericht Ober-Ohmen der Freiherren Riedesel zu Eisenbach[12]
- 1604–1648: Heiliges Römisches Reich, strittig zwischen Landgrafschaft Hessen-Darmstadt und Landgrafschaft Hessen-Kassel (Hessenkrieg)
- ab 1627: Heiliges Römisches Reich, Landgrafschaft Hessen-Darmstadt, Gericht Ober-Ohmen der Freiherren Riedesel zu Eisenbach
- 1787: Heiliges Römisches Reich, Landgrafschaft Hessen-Darmstadt, Oberfürstentum Hessen, Amt Grünberg, Gericht Ober-Ohmen der Freiherren Riedesel zu Eisenbach
- ab 1806: Großherzogtum Hessen,[Anm. 2] Fürstentum Oberhessen, Amt Grünberg, Gericht Ober-Ohmen der Freiherren Riedesel zu Eisenbach[13][14]
- ab 1815: Großherzogtum Hessen, Provinz Oberhessen, Amt Grünberg, Amt Grünberg, Gericht Ober-Ohmen
- ab 1821: Großherzogtum Hessen, Provinz Oberhessen, Landratsbezirk Grünberg[Anm. 3]
- ab 1832: Großherzogtum Hessen, Provinz Oberhessen, Kreis Grünberg
- ab 1848: Großherzogtum Hessen, Regierungsbezirk Gießen
- ab 1852: Großherzogtum Hessen, Provinz Oberhessen, Kreis Grünberg
- ab 1867: Norddeutscher Bund, Großherzogtum Hessen, Provinz Oberhessen, Landkreis Grünberg
- ab 1871: Deutsches Reich, Großherzogtum Hessen, Provinz Oberhessen, Landkreis Grünberg
- ab 1874: Deutsches Reich, Großherzogtum Hessen, Provinz Oberhessen, Kreis Schotten
- ab 1918: Deutsches Reich, Volksstaat Hessen, Provinz Oberhessen, Kreis Schotten
- ab 1938: Deutsches Reich, Volksstaat Hessen, Landkreis Gießen[15][Anm. 4]
- ab 1945: Deutsches Reich, Amerikanische Besatzungszone,[Anm. 5] Groß-Hessen, Regierungsbezirk Darmstadt, Landkreis Gießen
- ab 1946: Deutsches Reich, Amerikanische Besatzungszone, Hessen, Regierungsbezirk Darmstadt, Landkreis Gießen
- ab 1949: Bundesrepublik Deutschland, Hessen, Regierungsbezirk Darmstadt, Landkreis Gießen
- ab 1972: Bundesrepublik Deutschland, Hessen, Regierungsbezirk Darmstadt, Landkreis Gießen, Gemeinde Feldatal
- ab 1977: Bundesrepublik Deutschland, Hessen, Regierungsbezirk Darmstadt, Lahn-Dill-Kreis, Gemeinde Feldatal
- ab 1979: Bundesrepublik Deutschland, Hessen, Regierungsbezirk Darmstadt, Landkreis Gießen, Gemeinde Feldatal
- ab 1981: Bundesrepublik Deutschland, Hessen, Regierungsbezirk Gießen, Landkreis Gießen, Gemeinde Feldatal

### Gerichtszugehörigkeit seit 1803
In der Landgrafschaft Hessen-Darmstadt wurde mit Ausführungsverordnung vom 9. Dezember 1803 das Gerichtswesen neu organisiert. Für die Provinz Oberhessen wurde das Hofgericht Gießen als Gericht der zweiten Instanz eingerichtet. Die Rechtsprechung der ersten Instanz wurde durch die Ämter bzw. Standesherren vorgenommen und somit war für Zeilbach das „Patrimonialgericht der Freiherren Riedesel zu Eisenbach“ in Ober-Ohmen zuständig. Das Hofgericht war für normale bürgerliche Streitsachen Gericht der zweiten Instanz, für standesherrliche Familienrechtssachen und Kriminalfälle die erste Instanz. Übergeordnet war das Oberappellationsgericht Darmstadt.
Mit der Gründung des Großherzogtums Hessen 1806 wurde diese Funktion beibehalten, während die Aufgaben der ersten Instanz 1821 im Rahmen der Trennung von Rechtsprechung und Verwaltung auf die neu geschaffenen Land- bzw. Stadtgerichte übergingen. 1821 traten die Freiherren Riedesel zu Eisenbach ihre Recht am Gericht Ober-Ohmen an das Großherzogtum Hessen ab. „Landgericht Grünberg“ war daher von 1822 bis 1853 die Bezeichnung für das erstinstanzliche Gericht, das für Zeilbach zuständig war. Infolge der Neuordnung der Gerichtsbezirke in der Provinz Oberhessen mit Wirkung vom 15. Oktober 1853 wurde Zeilbach an den Sprengel des Landgerichts Ulrichstein abgetreten.
Anlässlich der Einführung des Gerichtsverfassungsgesetzes mit Wirkung vom 1. Oktober 1879, infolge derer die bisherigen großherzoglich hessischen Landgerichte durch Amtsgerichte an gleicher Stelle ersetzt wurden, während die neu geschaffenen Landgerichte nun als Obergerichte fungierten, kam es zur Umbenennung in „Amtsgericht Ulrichstein“ und Zuteilung zum Bezirk des Landgerichts Gießen.
1943 verlor das Amtsgericht Ulrichstein seine Selbständigkeit und wurde zur Zweigstelle des Amtsgerichts Schotten. Am 1. Juli 1968 wurde auch diese Zweigstelle aufgehoben, und Zeilbach wurde dem Amtsgericht Alsfeld zugelegt. In der Bundesrepublik Deutschland sind die übergeordneten Instanzen das Landgericht Gießen, das Oberlandesgericht Frankfurt am Main sowie der Bundesgerichtshof als letzte Instanz.

### Einwohnerentwicklung
| • 1800: | 193 Einwohner                      |
| • 1806: | 176 Einwohner, 34 Häuser           |
| • 1829: | 234 Einwohner, 37 Häuser           |
| • 1867: | 221 Einwohner, 37 bewohnte Gebäude |
| • 1875: | 191 Einwohner, 35 bewohnte Gebäude |

| Zeilbach: Einwohnerzahlen von 1800 bis 2017 | Zeilbach: Einwohnerzahlen von 1800 bis 2017 | Zeilbach: Einwohnerzahlen von 1800 bis 2017 | Zeilbach: Einwohnerzahlen von 1800 bis 2017 | Zeilbach: Einwohnerzahlen von 1800 bis 2017 |
| --- | ------------------------------------------- | ------------------------------------------- | ------------------------------------------- | ------------------------------------------- |
| Jahr |                                             |                                             |                                             | Einwohner                                   |
| 1800 | 1800                                        |                                             | 193                                         | 193                                         |
| 1806 | 1806                                        |                                             | 176                                         | 176                                         |
| 1829 | 1829                                        |                                             | 234                                         | 234                                         |
| 1834 | 1834                                        |                                             | 221                                         | 221                                         |
| 1840 | 1840                                        |                                             | 218                                         | 218                                         |
| 1846 | 1846                                        |                                             | 215                                         | 215                                         |
| 1852 | 1852                                        |                                             | 216                                         | 216                                         |
| 1858 | 1858                                        |                                             | 230                                         | 230                                         |
| 1864 | 1864                                        |                                             | 227                                         | 227                                         |
| 1871 | 1871                                        |                                             | 196                                         | 196                                         |
| 1875 | 1875                                        |                                             | 191                                         | 191                                         |
| 1885 | 1885                                        |                                             | 202                                         | 202                                         |
| 1895 | 1895                                        |                                             | 203                                         | 203                                         |
| 1905 | 1905                                        |                                             | 194                                         | 194                                         |
| 1910 | 1910                                        |                                             | 194                                         | 194                                         |
| 1925 | 1925                                        |                                             | 181                                         | 181                                         |
| 1939 | 1939                                        |                                             | 255                                         | 255                                         |
| 1946 | 1946                                        |                                             | 347                                         | 347                                         |
| 1950 | 1950                                        |                                             | 335                                         | 335                                         |
| 1956 | 1956                                        |                                             | 263                                         | 263                                         |
| 1961 | 1961                                        |                                             | 254                                         | 254                                         |
| 1967 | 1967                                        |                                             | 272                                         | 272                                         |
| 1970 | 1970                                        |                                             | 266                                         | 266                                         |
| 1980 | 1980                                        |                                             | ?                                           | ?                                           |
| 1990 | 1990                                        |                                             | ?                                           | ?                                           |
| 2000 | 2000                                        |                                             | ?                                           | ?                                           |
| 2011 | 2011                                        |                                             | 192                                         | 192                                         |
| 2017 | 2017                                        |                                             | 184                                         | 184                                         |
| Datenquelle: Historisches Gemeindeverzeichnis für Hessen: Die Bevölkerung der Gemeinden 1834 bis 1967. Wiesbaden: Hessisches Statistisches Landesamt, 1968. Weitere Quellen: ; Zensus 2011 |                                             |                                             |                                             |                                             |

### Historische Religionszugehörigkeit
| • 1829: | 234 evangelische (= 100 %) Einwohner                              |
| • 1961: | 237 evangelischEe(= 93,31 %), 17 katholische (= 6,69 %) Einwohner |

## Vereine
Das kulturelle Dorfleben prägen folgende Vereine:
- Flötengruppe Zeilbach
- Jugendgruppe Zeilbach
- Obst- und Gartenbauverein Zeilbach
- Vereinsgemeinschaft Zeilbach
- Freiwillige Feuerwehr Zeilbach

## Verkehr
- Den öffentlichen Personennahverkehr stellt die Buslinie VB-77 der Verkehrsgesellschaft Oberhessen her.